# Bryocodia paulina
Bryocodia paulina là một loài bướm đêm trong họ Noctuidae.